# Ignacio Uribe

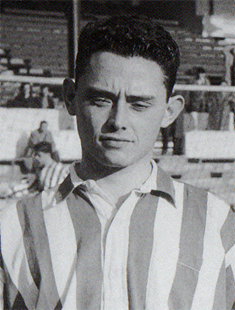
Ignacio Uribe con la maglia dell'Athletic Bilbao nel 1954

Ignacio Uribe Etxebarria (Bilbao, 27 dicembre 1933) è un ex calciatore spagnolo, di ruolo attaccante.

## Biografia
È il figlio di Luis María Uribe, anch'egli calciatore.

## Carriera

### Club
Dopo aver esordito in prima squadra con l'Indautxu, passa all'Athletic Bilbao, debuttando in Primera División spagnola nella stagione 1953-54, nella partita Athletic Bilbao-Real Madrid (2-3) del 20 settembre 1953.
Con i Rojiblancos  trascorse 10 stagioni in cui giocò più di 211 partite, vincendo un campionato e tre coppe del Re e concludendovi la carriera nel 1963.

## Palmarès

### Competizioni nazionali
- Campionato spagnolo: 1

Athletic Bilbao: 1955-1956
- Coppa di Spagna: 3

Athletic Bilbao: 1955, 1956, 1958